# BAT Brasil
BAT Brasil, anteriormente conhecida como Souza Cruz, é uma industria de cigarros brasileira, atual subsidiária da British American Tobacco no Brasil.

## História
Foi fundada pelo imigrante português Albino Sousa Cruz no dia 25 de abril de 1903, na cidade do Rio de Janeiro. A empresa foi pioneira na fabricação mecanizada no Brasil, colocando em funcionamento a primeira máquina de produção de cigarros já enrolados. A fábrica começou num sobrado, na Rua Gonçalves Dias, no Centro da cidade, com apenas 16 funcionários.

## Expansão e Grupo BAT
Em 1910, a Souza Cruz adquiriu a "Imperial Fábrica de Rapé Paulo Cordeiro" e com a aquisição, a empresa passou a ter seu primeiro parque fabril.
Em 1914, o grupo foi transformado em uma sociedade anônima, quando Albino Souza Cruz passou o controle acionário da sua empresa à British American Tobacco, grupo britânico e maior empresa de tabaco do mundo. Esta mudança alavancou o crescimento da Souza Cruz, levando-a a se tornar a maior indústria de fumo da América Latina.[carece de fontes?]
Na década seguinte, a Souza Cruz seguiu com sua expansão: primeiro, em 1926, adquiriu a "Lithográfica Ferreira Pinto", criando seu parque gráfico do Rio de Janeiro e passando a produzir internamente as embalagens dos seus produtos. Já no ano seguinte foram inauguradas as primeiras fábricas fora do Rio, em Salvador e São Paulo. 
Estreando na Bolsa de Valores do Rio de Janeiro em 1946 e na Bolsa de São Paulo em 1957, a Souza Cruz não tem mais suas ações comercializadas desde 1.º de dezembro de 2015, quando o grupo BAT, que detinha 75,3% das ações da empresa, realizou a recompra dos 24,7% do capital, tornando a Souza Cruz uma sociedade anônima de capital fechado. Ao sair do mercado de ações, a Souza Cruz chegou a ser considerada a melhor empresa da história da Bovespa, a Bolsa de Valores de São Paulo.

## Unidades

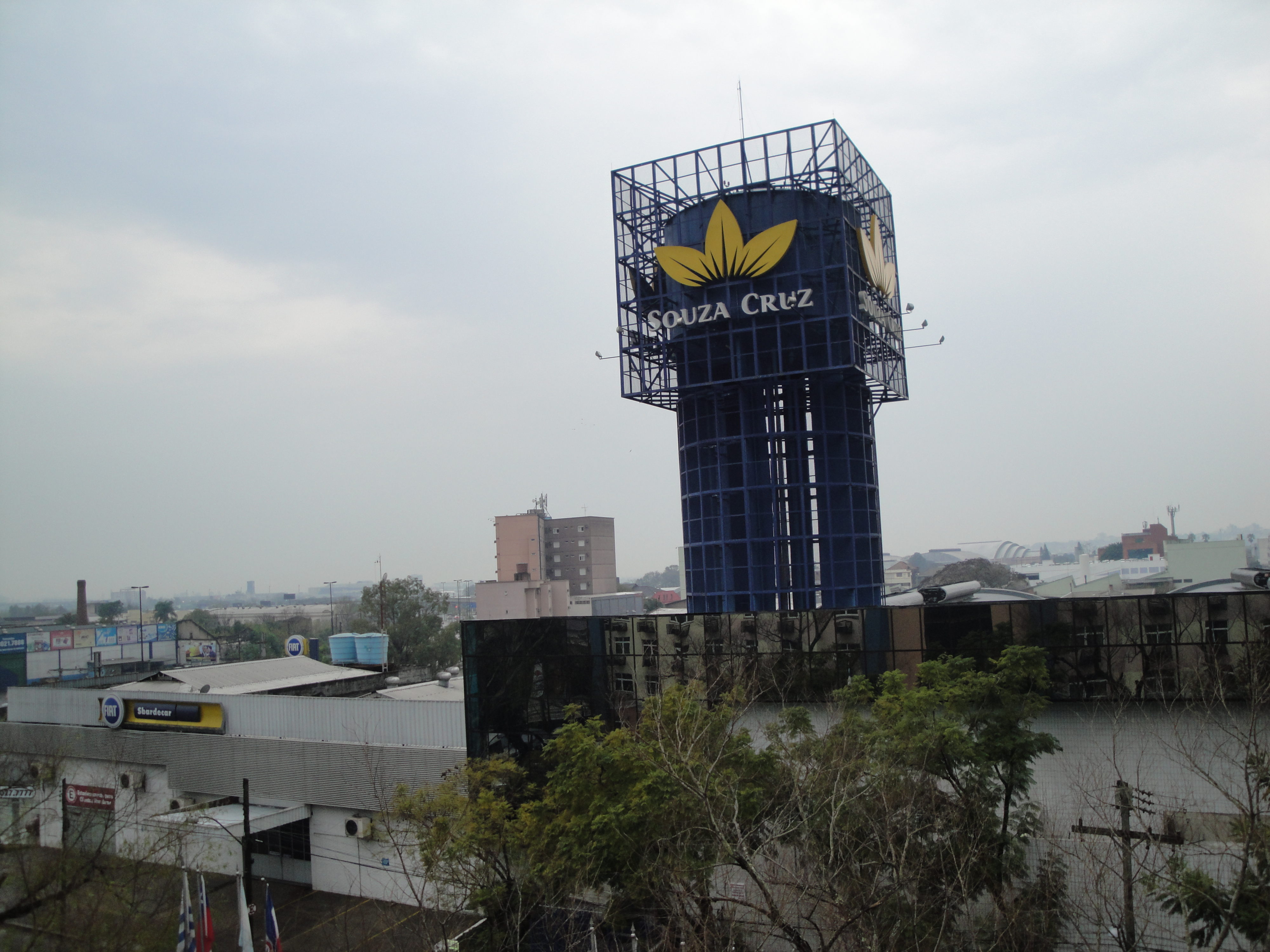
Unidade da Souza Cruz no Rio Grande do Sul

A Souza Cruz atua em todo o ciclo da cadeia produtiva, desde a produção e processamento do tabaco, até a fabricação e distribuição de cigarros, passando por pesquisa e produção. Sua estrutura é responsável pelo abastecimento direto de mais de 210 mil pontos de venda, em 93% dos municípios brasileiros, constituindo a mais complexa operação de distribuição do Grupo BAT.
- Sede administrativa: Rio de Janeiro (RJ)
- Centro administrativo: São Paulo (SP)
- Usinas de processamento de tabaco: Santa Cruz do Sul (RS)
- Fábrica de cigarros: Uberlândia (MG)
- Centro de pesquisa e desenvolvimento: Cachoeirinha (RS)
- Dezenas de centros de distribuição pelo país

## Joint venture
A Souza Cruz possui uma joint venture: a Brascuba, uma parceria entre a Souza Cruz e a estatal cubana, Tabacuba. Fundada em 1995, a Brascuba é dedicada à produção e exportação de cigarros e com 600 colaboradores, é líder do mercado interno de cigarros, com 50% de participação. A empresa produz por ano cerca de 4,5 bilhões de cigarros, sendo 4 bilhões para o mercado interno e 500 milhões para exportação (Brasil, Espanha, Oriente Médio e Ásia). Atualmente comercializa cinco grandes marcas: Popular e H.Upmann (locais), além de Hollywood, Lucky Strike e Dunhill.

## Marcas
- Belmont
- Continental
- Derby
- Dunhill (antigo Carlton)
- Kent (antigo Free)
- Hilton
- Hollywood
- Lucky Strike
- Rothmans (antigo Minister)
- Plaza
- Ritz
- Vogue

## Prêmios e certificações
- Top Employers (2018): primeiro lugar[9]
- Great Place to Work (2018): top 5 na categoria grandes empresas (Rio de Janeiro)
- Love Mondays (2017): entre as 50 empresas mais amadas por seus funcionários
- Consumidor Moderno - 16 prêmios
- 100 Melhores Empresas em Cidadania Corporativa
- Silver Award - Categoria "Best Latin American IP Department 2015"
- 100 Melhores Empresas em Indicador de Desenvolvimento Humano e Organizacional (IDHO)
- RHs mais Admirados do Brasil

## Projetos culturais
O incentivo à cultura por parte da Souza Cruz se iniciou em 1916, com a criação da Revista Souza Cruz, uma publicação mensal com cronistas e escritores conceituados. Veiculada até 1935, a Revista Souza Cruz trazia em suas páginas grandes nomes da nossa literatura, com poesias, contos e crônicas inéditos.
Décadas depois, foi a vez da Souza Cruz investir na música, criando festivais como o Hollywood Rock, que reunia grandes nomes da música brasileira e internacional e o Free Jazz Festival, que trazia atrações nacionais e estrangeiras de diferentes vertentes musicais. Outro projeto foi o Carlton Dance Festival, que trouxe para o Brasil companhias de dança de várias partes do mundo.

## Ações
Em 2007, a Souza Cruz foi condenada a indenizar uma fumante mineira em R$ 200 mil por doenças causadas pelo fumo que a cliente consumiu por vários anos. Em 2016, a empresa foi condenada, pela justiça de São Paulo, a indenizar por danos morais em R$ 20 mil, uma funcionária pública aposentada de 83 anos pelo “nexo causal” de suas doenças pulmonares com o cigarro, pois a aposentada fumou, por mais de 50 anos, cigarros da marca.
Em 2017, a empresa foi condenada pelo Vara do Trabalho de Ribeirão Preto ao pagamento de indenização por danos morais coletivos aos seus funcionários, em mais de R$ 2 milhões por jornadas de trabalhos irregulares dentro de sua filial de Ribeirão Preto.